# Palthis asopialis
Palthis asopialis är en fjärilsart som beskrevs av Achille Guenée 1854. Palthis asopialis ingår i släktet Palthis och familjen nattflyn. Inga underarter finns listade i Catalogue of Life.

## Bildgalleri

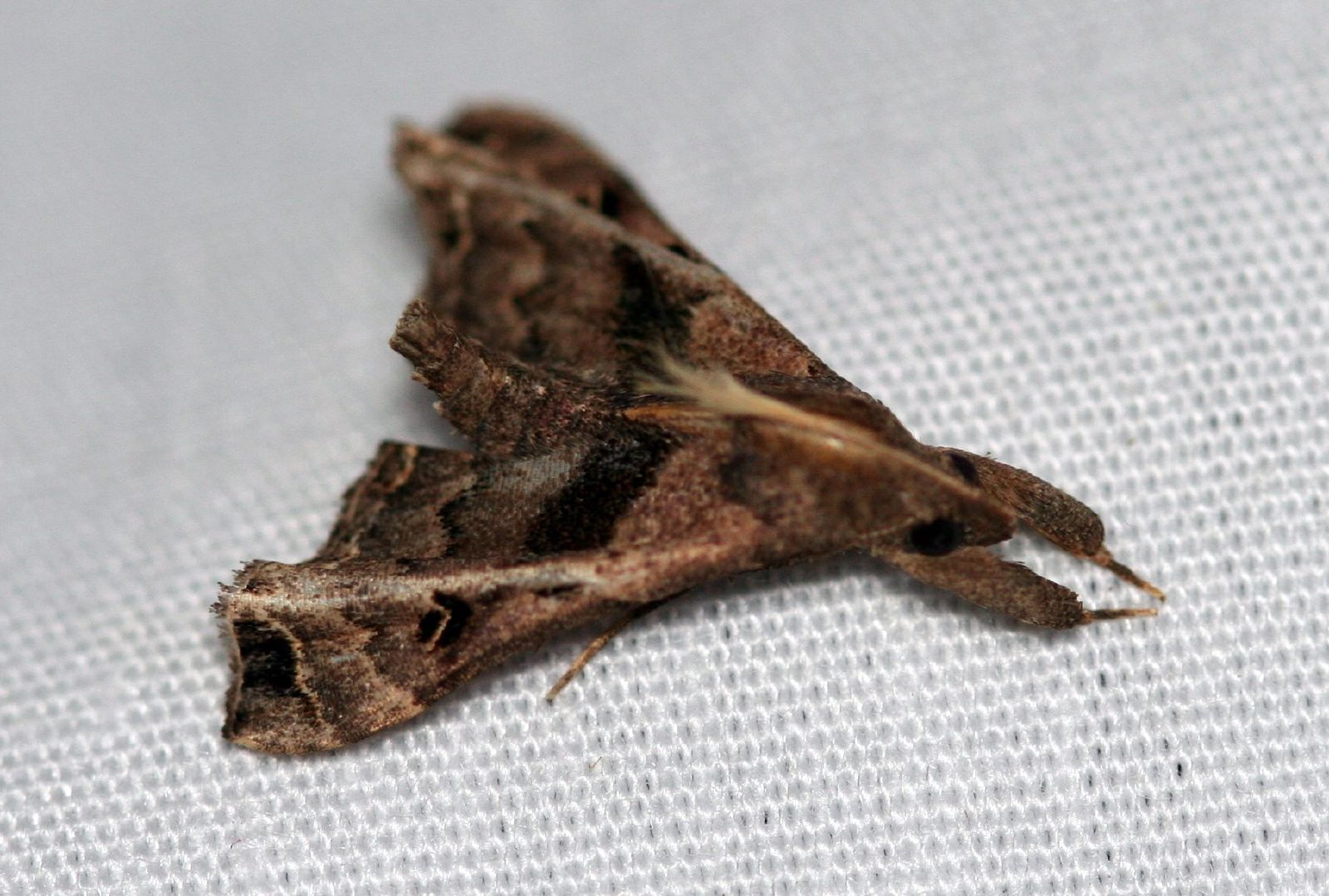